# Agelenopsis aleenae
Agelenopsis aleenae är en spindelart som beskrevs av Chamberlin och Ivie 1935. Agelenopsis aleenae ingår i släktet Agelenopsis och familjen trattspindlar. Inga underarter finns listade i Catalogue of Life.